# 2004 год в кино
В данной статье представлены списки топ-10 самых кассовых фильмов года, самих фильмов, вышедших в течение года и наград, полученных фильмами за 2004 год.

## Самые кассовые фильмы
| Место | Название                      | Студия               | Мировые кассовые сборы |
| ----- | ----------------------------- | -------------------- | ---------------------- |
| 1     | Шрек 2                        | DreamWorks Pictures  | $919 838 758           |
| 2     | Гарри Поттер и узник Азкабана | Warner Bros.         | $796 689 549           |
| 3     | Человек-паук 2                | Columbia Pictures    | $783 766 341           |
| 4     | Суперсемейка                  | Walt Disney Pictures | $633 019 734           |
| 5     | Страсти Христовы              | Newmarket            | $611 899 420           |
| 6     | Послезавтра                   | 20th Century Fox     | $544 272 402           |
| 7     | Знакомство с Факерами         | Universal Studios    | $516 642 939           |
| 8     | Троя                          | Warner Bros.         | $497 409 852           |
| 9     | Подводная братва              | DreamWorks           | $367 275 019           |
| 10    | Двенадцать друзей Оушена      | Warner Bros.         | $362 744 280           |

### Лидеры российского проката
| Место | Название                            | Сборы       |
| ----- | ----------------------------------- | ----------- |
| 1     | Ночной дозор                        | $16 239 819 |
| 2     | Властелин колец: Возвращение короля | $14 085 000 |
| 3     | Троя                                | $12 305 000 |
| 4     | Послезавтра                         | $9 960 000  |
| 5     | Человек-паук 2                      | $9 325 000  |
| 6     | Ван Хельсинг                        | $8 175 000  |
| 7     | Александр                           | $7 963 977  |
| 8     | Гарри Поттер и узник Азкабана       | $7 800 000  |
| 9     | Я, робот                            | $6 010 000  |
| 10    | Шрек 2                              | $5 750 000  |

## Фильмы

### Мировое кино в 2004 году
- «11:14»
- «38-я параллель»
- «5×2»
- «А в душе я танцую»
- «А вот и Полли»
- «Александр»
- «Американское великолепие»
- «Арсен Люпен»
- «Бессмертные: Война миров»
- «Блуберри»
- «В поисках Немо»
- «Ван Хельсинг»
- «Вечное сияние чистого разума»
- «Вместе»
- «Вокруг света за 80 дней»
- «Гарри Поттер и узник Азкабана»
- «Гнев»
- «Голова в облаках»
- «Головой о стену»
- «Грязные танцы 2: Гаванские ночи»
- «Девушка из Джерси»
- «День расплаты»
- «Дневник памяти (фильм)»
- «Дневник Бриджет Джонс 2»
- «Долгая помолвка»
- «Дом из песка и тумана»
- «Другой»
- «Дрянные девчонки»
- «Дурное воспитание»
- «Женщина-кошка»
- «Жизнь как чудо»
- «Зажмурь глаза»
- «Затойчи»
- «Зомби по имени Шон»
- «Из 13 в 30»
- «Каратель»
- «Кое-что ещё»
- «Король Артур»
- «Красота по-английски»
- «Крупная рыба»
- «Кубок»
- «Лемони Сникет: 33 несчастья (фильм)»
- «Машинист»
- «Меркано-марсианин»
- «Мечтатели»
- «Модильяни»
- «Молодые боги»
- «Монстр»
- «Натали»
- «Небесный Капитан и мир будущего»
- «Никто не узнает»
- «Новые сказки братьев Гримм»
- «Обитель зла 2: Апокалипсис»
- «Один пропущенный звонок»
- «Олдбой»
- «Открытое море»
- «Охотники за разумом»
- «Пила: Игра на выживание»
- «Питер Пэн»
- «Плохой Санта»
- «Повар-вор»
- «Подводная братва»
- «Подержанные львы»
- «После заката»
- «Послезавтра»
- «Проклятие»
- «Пустой дом»
- «Распутники»
- «Рассвет мертвецов»
- «Реальная любовь»
- «Реконструкция»
- «Самаритянка»
- «Сарабанда»
- «Сексуальная зависимость»
- «Соседка»
- «Соучастник»
- «Спартанец»
- «Степфордские жёны»
- «Страсти Христовы»
- «Таинственная река»
- «Таинственный лес»
- «Тайное окно»
- «Танцы улиц»
- «Театр»
- «Терминал»
- «Только не в губы»
- «Трио из Бельвилля»
- «Троя»
- «Трудности перевода»
- «Туман войны»
- «Убить Билла. Фильм 2»
- «Уимблдон»
- «Фабрика футбола»
- «Фаренгейт 9/11»
- «Холодная гора»
- «Хроники Риддика»
- «Хеллбой: Герой из пекла»
- «Че Гевара: Дневники мотоциклиста»
- «Человек-паук 2»
- «Чужой против Хищника»
- «Шрек 2»
- «Эффект бабочки»
- «Я, робот»

### Отечественные фильмы и фильмы постсоветских республик

#### Азербайджан
- Мяхялля в Москве (реж. Ильгам Гасымов)
- Национальная бомба (реж. Вагиф Мустафаев)

#### РФ
- «72 метра»
- «Алёша Попович и Тугарин Змей», (мультфильм)
- «Богиня: как я полюбила»
- «Ветер вдоль берега»
- «Всадник по имени Смерть»
- «Даже не думай 2: Тень независимости»
- «Дедлайн / Ключевое действие»
- «Дети Арбата»
- «Детка»
- «Игры мотыльков»
- «Личный номер»
- «Марс»
- «Мой сводный брат Франкенштейн»
- «Московская жара»
- «На Верхней Масловке»
- «Ночной Дозор»
- «Оккупация. Мистерии» (реж. Андрей Кудиненко)
- «Папа»
- «Похитители книг»
- «Русское»
- «Свои»
- «Четыре таксиста и собака»
- «Чудная долина»
- «Я тебя люблю»

#### Фильмы совместных производителей

##### Двух и более стран
- «Водитель для Веры»;
- «Настройщик»;
- «Ночь светла»;
- «Шиzа»;
- 《За двумя зайцами》

## Телесериалы

### Российские сериалы
- «Диверсант» (мини-сериал)
- «Моя прекрасная няня»
- «Курсанты»
- «Солдаты»
- «Штрафбат»
- «Я тебя люблю»
- «Дальнобойщики 2»
- «Дорогая Маша Березина»
- «Виола Тараканова. В мире преступных страстей»
- «Студенты»
- «Туристы»

### Американские сериалы
- Звёздный крейсер «Галактика» (ремейк одноимённого сериала 1978 года; пилотный двухсерийный фильм вышел на показ в 2003 году)
- Остаться в живых (телесериал)
- доктор хаус

### Латиноамериканские сериалы

#### Мексика
- Руби

## Награды

### Critics' Choice Movie Awards
9-я церемония вручения наград премии Critics' Choice Movie Awards Ассоциацией телекинокритиков США и Канады прошла 10 января 2004 года.
- Лучший фильм: «Властелин колец: Возвращение короля»
- Лучший режиссёр: Питер Джексон — «Властелин колец: Возвращение короля»
- Лучшая мужская роль: Шон Пенн — «Таинственная река»
- Лучшая женская роль: Шарлиз Терон — «Монстр»
- Лучшая мужская роль второго плана: Тим Роббинс — «Таинственная река»
- Лучшая женская роль второго плана: Рене Зеллвегер — «Холодная гора»
- Лучший актёрский состав: «Властелин колец: Возвращение короля»
- Лучший сценарий: Джим Шеридан, Наоми Шеридан и Кирстен Шеридан — «В Америке»
- Лучший анимационный фильм: «В поисках Немо»
- Лучший фильм на иностранном языке: «Нашествие варваров» (Канада)

### Премия «Золотой глобус»
61-я церемония вручения наград американской премии «Золотой глобус» за заслуги в области кино и телевидения состоялась 25 января 2004 года в Лос-Анджелесе.
- Лучший фильм (драма): «Властелин колец: Возвращение короля»
- Лучший фильм (комедия или мюзикл): «Трудности перевода»
- Лучший режиссёр: Питер Джексон — «Властелин колец: Возвращение короля»
- Лучшая мужская роль (драма): Шон Пенн — «Таинственная река»
- Лучшая женская роль (драма): Шарлиз Терон — «Монстр»
- Лучшая мужская роль (комедия или мюзикл): Билл Мюррей — «Трудности перевода»
- Лучшая женская роль (комедия или мюзикл): Дайан Китон — «Любовь по правилам и без»
- Лучшая мужская роль второго плана: Тим Роббинс — «Таинственная река»
- Лучшая женская роль второго плана: Рене Зеллвегер — «Холодная гора»
- Лучший сценарий: София Коппола — «Трудности перевода»
- Лучший фильм на иностранном языке: «Усама» (Афганистан)

### Кинофестиваль «Сандэнс»
Кинофестиваль «Сандэнс-2004» прошёл с 15 по 25 января 2004 года в городе Парк-Сити, штат Юта, США.
- Лучший американский художественный фильм: «Детонатор»
- Лучший американский документальный фильм: «Врубайся!»

### Премия гильдия режиссёров Америки
56-я церемония вручения премий Американской гильдии режиссёров за заслуги в области кинематографа состоялась 7 февраля 2004 года в Лос-Анджелесе.
- Лучший фильм: «Властелин колец: Возвращение короля», реж. Питер Джексон
- Лучший документальный фильм: «Мой архитектор», реж. Натаниель Кан

### Премия «Золотой орёл»
2-я церемония вручения наград премии «Золотой орёл» состоялась 31 января 2004 года в первом павильоне киноконцерна «Мосфильм».
- Лучший игровой фильм: «Возвращение»
- Лучшая режиссёрская работа: Вадим Абдрашитов за работу над фильмом «Магнитные бури»
- Лучший сценарий: Анатолий Гребнев за сценарий к фильму «Кино про кино»
- Лучшая мужская роль: Евгений Миронов за роль в фильме «Идиот»
- Лучшая женская роль: Ирина Пегова за роль в фильме «Прогулка»
- Лучшая мужская роль второго плана: Олег Янковский за роль в фильме «Бедный, бедный Павел»
- Лучшая женская роль второго плана: Инна Чурикова за роль в фильме «Идиот»
- Лучший зарубежный фильм в российском прокате: «Пианист» (Польша, Франция, Великобритания, Германия)

### Премия Гильдии киноактёров США
10-я церемония вручения премии Гильдии киноактёров США за заслуги в области кинематографа и телевидения состоялась 22 февраля 2004 года в Лос-Анджелесе.
- Лучшая мужская роль: Джонни Депп — «Пираты Карибского моря: Проклятие „Чёрной жемчужины“»
- Лучшая женская роль: Шарлиз Терон — «Монстр»
- Лучшая мужская роль второго плана: Тим Роббинс — «Таинственная река»
- Лучшая женская роль второго плана: Рене Зеллвегер — «Холодная гора»
- Лучший актёрский состав: «Властелин колец: Возвращение короля»

### Берлинский кинофестиваль
54-й Берлинский международный кинофестиваль проходил с 5 по 15 февраля 2004 года Берлине, Германия. В основной конкурс вошли 22 ленты. Жюри основного конкурса возглавлял американская актриса Фрэнсис Макдорманд.
- Золотой медведь: «Головой о стену», реж. Фатих Акин (Германия, Турция)
- Гран-при жюри (Серебряный медведь): «Прерванные объятия», реж. Даниэль Бурман (Аргентина, Франция, Италия, Испания)
- Серебряный медведь за лучшую режиссёрскую работу: Ким Ки Дук, «Самаритянка» (Южная Корея)
- Серебряный медведь за лучшую мужскую роль: Даниэль Хендлер за «Прерванные объятия» (Аргентина)
- Серебряный медведь за лучшую женскую роль: Шарлиз Терон за «Монстр» (США) и Каталина Сандино Морено за «Благословенная Мария» (Колумбия)

### Премия BAFTA
57-я церемония вручения наград британской премии «BAFTA» состоялась 15 февраля 2004 года в Лондоне, Великобритания.
- Лучший фильм: «Властелин колец: Возвращение короля»
- Лучший британский фильм: «Касаясь пустоты»
- Лучший фильм на иностранном языке: «В этом мире» (Великобритания,)
- Лучший режиссёр: Питер Уир — «Хозяин морей: на краю земли»
- Лучшая мужская роль: Билл Мюррей — «Трудности перевода»
- Лучшая женская роль: Скарлетт Йоханссон — «Трудности перевода»
- Лучшая мужская роль второго плана: Билл Найи — «Реальная любовь»
- Лучшая женская роль второго плана: Рене Зеллвегер — «Холодная гора»
- Лучший оригинальный сценарий: Томас МакКарти — «Станционный смотритель»
- Лучший адаптированный сценарий: Фрэн Уолш, Филиппа Бойенс, Питер Джексон — «Властелин колец: Возвращение короля»

### Премия «Сезар»
29-я церемония вручения наград премии «Сезар» за заслуги в области французского кинематографа за 2003 год состоялась 21 февраля 2004 года в театре «Шатле» (Париж, Франция)
- Лучший фильм: «Нашествие варваров»
- Лучший фильм на иностранном языке: «Таинственная река» (США)
- Лучший режиссёр: Дени Аркан — «Нашествие варваров»
- Лучшая мужская роль: Омар Шариф — «Месье Ибрагим и цветы Корана»
- Лучшая женская роль: Сильви Тестю — «Страх и трепет»
- Лучшая мужская роль второго плана: Дарри Коул — «Только не в губы»
- Лучшая женская роль второго плана: Жюли Депардьё — «Малышка Лили»
- Лучший сценарий: Дени Аркан — «Нашествие варваров»

### Премия «Независимый дух» (Independent Spirit Awards)
19-я церемония вручения премии «Независимый дух», ориентированной в первую очередь на американское независимое кино, за 2003 год состоялась 28 февраля 2004 года.
- Лучший фильм: «Трудности перевода»
- Лучший режиссёр: София Коппола — «Трудности перевода»
- Лучшая мужская роль: Билл Мюррей — «Трудности перевода»
- Лучшая женская роль: Шарлиз Терон — «Монстр»
- Лучшая мужская роль второго плана: Джимон Хонсу — «В Америке»
- Лучшая женская роль второго плана: Шоре Агдашлу — «Дом из песка и тумана»
- Лучший сценарий: София Коппола — «Трудности перевода»
- Лучший фильм на иностранном языке: «Оседлавший кита» (Новая Зеландия)

### Премия «Оскар»
76-я церемония вручения наград американской премии «Оскар» состоялась 29 февраля 2004 года в театре «Кодак», Лос-Анджелес, США. Ведущим церемонии был актёр Билли Кристал.
- Лучший фильм: «Властелин колец: Возвращение короля»
- Лучший режиссёр: Питер Джексон — «Властелин колец: Возвращение короля»
- Лучшая мужская роль: Шон Пенн — «Таинственная река»
- Лучшая женская роль: Шарлиз Терон — «Монстр»
- Лучшая мужская роль второго плана: Тим Роббинс — «Таинственная река»
- Лучшая женская роль второго плана: Рене Зеллвегер — «Холодная гора»
- Лучший оригинальный сценарий: София Коппола — «Трудности перевода»
- Лучший адаптированный сценарий: Фрэн Уолш, Филиппа Бойенс, Питер Джексон — «Властелин колец: Возвращение короля»
- Лучший анимационный фильм: «В поисках Немо»
- Лучший фильм на иностранном языке: «Нашествие варваров» (Канада)

### Премия «Золотой овен»
7-я церемония кинопремии Гильдии киноведов и кинокритиков России «Золотой овен» прошла в Центре Павла Слободкина.
- Лучший фильм: «Свои»
- Лучшая режиссёрская работа: Кира Муратова — «Настройщик»
- Лучший сценарий: Валентин Черных — «Свои»
- Лучший дебют: «Время жатвы»
- Лучший мужская роль: Богдан Ступка — «Свои»
- Лучшая женская роль: Полина Агуреева — «Долгое прощание» и Алла Демидова «Настройщик»
- Лучший мужская роль второго плана: Борис Каморзин — «Долгое прощание»
- Лучшая женская роль второго плана: Наталья Суркова — «Свои»

### Премия «Ника»
17-я церемония вручения наград премии «Ника» состоялась 23 апреля 2004 года в Московском международном доме музыки.
- Лучший игровой фильм: «Возвращение»
- Лучшая режиссёрская работа: Вадим Абдрашитов — «Магнитные бури»
- Лучший сценарий: Александр Миндадзе — «Магнитные бури»
- Лучшая мужская роль: Виктор Сухоруков — «Бедный, бедный Павел»
- Лучшая женская роль: Валентина Березуцкая — «Старухи»
- Лучшая мужская роль второго плана: Сергей Маковецкий — «Ключ от спальни» и Андрей Панин — «Шик»
- Лучшая женская роль второго плана: Инна Чурикова — «Благословите женщину»

### Премия «Сатурн»
30-я церемония вручения наград премии «Сатурн» за заслуги в области фантастики, фэнтези и фильмов ужасов состоялась 5 мая 2004 года в Лос-Анджелесе (Калифорния, США).
- Лучший научно-фантастический фильм: «Люди Икс 2»
- Лучший фильм-фэнтези: «Властелин колец: Возвращение короля»
- Лучший фильм ужасов/триллер: «28 дней спустя»
- Лучший приключенческий фильм/боевик: «Убить Билла. Фильм 1»
- Лучший полнометражный мультфильм: «В поисках Немо»
- Лучший режиссёр: Питер Джексон — «Властелин колец: Возвращение короля»
- Лучшая мужская роль: Элайджа Вуд — «Властелин колец: Возвращение короля»
- Лучшая женская роль: Ума Турман — «Убить Билла. Фильм 1»
- Лучшая мужская роль второго плана: Шон Астин — «Властелин колец: Возвращение короля»
- Лучшая женская роль второго плана: Эллен Дедженерес — «В поисках Немо»
- Лучший сценарий: Фрэн Уолш, Филиппа Бойенс, Питер Джексон — «Властелин колец: Возвращение короля»

### Каннский кинофестиваль
57-й Каннский международный кинофестиваль проходил с 12 по 23 мая 2004 года в Каннах, Франция. В основной конкурс вошли 19 лент. Жюри основного конкурса возглавил американский режиссёр Квентин Тарантино.
- Золотая пальмовая ветвь: «Фаренгейт 9/11», реж. Майкл Мур (США)
- Гран-при: «Олдбой», реж. Пак Чхан-ук (Южная Корея)
- Приз жюри: «Игры джентльменов», реж. Братья Коэны (США) и «Тропическая болезнь», реж. Апитчатпон Вирасетакул (Таиланд, Франция, Германия, Италия)
- Лучший режиссёр: Тони Гатлиф за «Изгнанники» (Франция, Япония)
- Лучший сценарий: Аньес Жауи, Жан-Пьер Бакри за «Посмотри на меня» (Франция, Италия)
- Лучшая мужская роль: Юя Ягира за «Никто не знает» (Япония)
- Лучшая женская роль: Мэгги Чун за «Очищение» (Франция, Канада, Великобритания)

### MTV Movie Awards
Церемония вручения кинонаград канала MTV состоялась 5 июня 2004 года в Лос-Анджелесе. Ведущей стала американская актриса и певица Линдси Лохан.
- Лучший фильм года: «Властелин колец: Возвращение короля»
- Лучший актёр: Джонни Депп — «Пираты Карибского моря: Проклятие „Чёрной жемчужины“»
- Лучшая актриса: Ума Турман — «Убить Билла. Фильм 1»
- Прорыв года — актёр: Шон Эшмор — «Люди Икс 2»
- Прорыв года — актриса: Линдси Лохан — «Чумовая пятница»

### «Кинотавр»
15-й открытый российский кинофестиваль «Кинотавр-2004» проходил со 1 по 15 июня 2004 года в Сочи. Жюри возглавил продюсер, актёр Марк Рудинштейн.
- Лучший фильм: «Водитель для Веры», реж. Павел Чухрай
- Гран-при жюри: «Мой сводный брат Франкенштейн», реж. Валерий Тодоровский
- Лучшая мужская роль: Александр Абдулов, фильм «О любви»
- Лучшая женская роль: Полина Агуреева, фильм «Долгое прощание»
- Лучший сценарий: Павел Чухрай, фильм «Водитель для Веры»

### Московский международный кинофестиваль
26-й Московский международный кинофестиваль прошёл в Москве с 18 по 27 июня 2004 года. Председателем жюри основного конкурса был английский режиссёр Алан Паркер. В основном конкурсе участвовали 17 фильмов, в том числе «Время жатвы» Марины Разбежкиной, «Национальная бомба» Вагифа Мустафаева. Главный приз кинофестиваля, «Золотой Георгий», получил российский фильм «Свои» Дмитрия Месхиева.

### Венецианский кинофестиваль
61-й Венецианский международный кинофестиваль проходил с 1 по 11 сентября 2004 года в Венеции, Италия. В основной конкурс вошли 22 ленты, в том числе фильм «Удалённый доступ» Светланы Проскуриной. Жюри основного конкурса возглавлял английский режиссёр и сценарист Джон Бурмен.
- Золотой лев: «Вера Дрейк», реж. Майк Ли (Великобритания)
- Серебряный лев за лучшую режиссёрскую работу: Ким Ки Дук, «Пустой дом» (Южная Корея)
- Специальный приз жюри: «Море внутри», реж. Алехандро Аменабар (Испания, Франция, Италия)
- Золотые Озеллы за лучший сценарий: Хаяо Миядзаки, Диана Уинн Джонс «Ходячий замок» (Япония)
- Кубок Вольпи за лучшую мужскую роль: Хавьер Бардем за роли в фильме «Море внутри» (Испания, Франция, Италия)
- Кубок Вольпи за лучшую женскую роль: Имелда Стонтон за роль в фильме «Вера Дрейк» (Великобритания)

### Премия Европейской киноакадемии
17-я церемония континентальной премии Европейской академии кино состоялась 11 декабря 2004 года в столице Испании, Барселоне.
- Лучший фильм: «Головой о стену» (Германия, Турция)
- Лучший режиссёр: Алехандро Аменабар — «Море внутри» (Испания, Франция, Италия)
- Лучший сценарий: Аньес Жауи, Жан-Пьер Бакри — «Посмотри на меня» (Франция, Италия)
- Лучшая мужская роль: Хавьер Бардем — «Море внутри» (Испания, Франция, Италия)
- Лучшая женская роль: Имелда Стонтон — «Вера Дрейк» (Великобритания)

## Персоналии

### Скончались
- 10 апреля — Йиржи Вайс, чешский кинорежиссёр (род. 1913).
- 17 июня — Тодор Динов, болгарский кинорежиссёр, сценарист, художник и педагог (род. 1919).
- 2 сентября — Вильгельм Кох-Хоге, немецкий актёр театра, кино и телевидения (род. 1916).
- 8 сентября — Иван Кондов, болгарский актёр театра, кино и телевидения (род. 1925).
- 29 сентября — Борис Табаровский, советский и украинский актёр театра и кино (род. 1923).
- 10 декабря — Раднэр Муратов, советский киноактёр, актёр Государственного театра киноактёра, Заслуженный артист России (род. 1928).